# Sveriges Marknadsförbund
Sveriges Marknadsförbund är en ideell intresseorganisation som för samman marknadsförare och kommunikatörer, oavsett specialitet eller bransch. Förbundet grundades 1919 och har medlemsföretag från hela Sverige. Förbundet är också en remissinstans. 
Sveriges Marknadsförbunds uppgift är att kompetensutveckla och hjälpa medlemmarna att lyckas i sitt varumärkesbyggande. Detta sker genom rådgivning, seminarier, webbinarier, utbildningar, opinionsbildning, forskning etcetera. Varje år arrangerar Sveriges Marknadsförbund Tendensdagen, ett  kunskaps- och inspirationsevent. Sveriges Marknadsförbund delar också ut priserna: Årets Marknadsföringsbok och Senior Talent Award.